# La misma Luna
La misma Luna er en mexicansk film fra 2008 som handler om livet for en mexicanske immigranter uden opholdstilladelse som opholder sig i USA. Filmen ser på en lille dreng der krydser grænsen for at være sammen med sin mor.